# 마르코 폴로 (드라마)
《마르코 폴로》(영어: Marco Polo)는 넷플릭스에서 2014년부터 2016년까지 제작한 역사 드라마이다. 존 푸스코가 제작하였고 이탈리아 배우 로렌초 리켈미가 주인공 마르코 폴로를 연기했다.

## 같이 보기
- 몽송전쟁